# Vladimer Stepanija
Vladimir Stepanija (8. svibnja 1976.) je bivši gruzijski košarkaš. Igrao je na mjestu centra.
Igrao je u Sloveniji za Slovan i za Olimpiju. Nakon toga otišao je u NBA gdje je igrao u Seattle SuperSonicsima (izbor 27. izbor u 1. krugu Drafta 1998.), New Jersey Netsima, Miami Heatu i Portland Trail Blazersima.